# Telescopus rhinopoma
Telescopus rhinopoma är en ormart som beskrevs av Blanford 1874. Telescopus rhinopoma ingår i släktet Telescopus och familjen snokar. Inga underarter finns listade i Catalogue of Life.
Denna orm förekommer i Iran, södra Turkmenistan, södra Afghanistan och västra Pakistan. Arten lever i låglandet och i bergstrakter mellan 50 och 1750 meter över havet. Den vistas i områden med glest fördelad växtlighet, bland annat i öppna buskskogar. Honor lägger antagligen ägg.
Kanske påverkas Telescopus rhinopoma negativ av landskapets omvandling till jordbruksmark eller av intensivt bruk av betesmarker. Det är inte känt hur bra ormen kan anpassa sig till människans aktiviteter. IUCN kategoriserar arten globalt med kunskapsbrist (DD).